# Patricia Margaret Selkirk
Patricia Selkirk (1942) es una bióloga y ecóloga vegetal australiana. Su carrera se ha centrado en los ecosistemas terrestres antárticos y subantárticos y es reconocida como científica pionera en la Antártica australiana. 

## Vida y carrera
Patricia Selkirk nació en Newcastle y estudió en el colegio «Narrabeen Girls' High School» y en el Colegio de Muejres de la Universidad de Sídney. Su padre, William Fraser (Bill) Connell estudió en la Universidad de Melbourne, la Universidad de Londres y la Universidad de Illinois. Ocupó la Cátedra de Educación en la Universidad de Sídney durante muchos años centrándose en la investigación educativa y la enseñanza. Su madre, Margaret Lloyd Peck, estudió en la Universidad de Melbourne y en el Instituto de Capacitación de Profesores Asociados, luego enseñó matemáticas y ciencias en la escuela secundaria. Selkirk tiene dos hermanas menores, Raewyn Connell y Helen Connell. Está casada con el biólogo, historiador y escritor antártico Herbert Dartnall. Tiene dos hijas y cuatro nietos. 
Selkirk ocupó cargos en las universidades de Sídney y Macquarie, incluida la enseñanza en el modo de universidad abierta en la Universidad de Macquarie. 
Entre 1979 y 2005, Selkirk participó en 18 excursiones a las islas antárticas y subantárticas con expediciones polares nacionales de Australia, Francia y Nueva Zelanda, incluidas las islas Macquarie y Heard, Iles Kerguelen, las islas Windmill y los valles secos de McMurdo en la Antártida. 
Una bióloga de plantas, Selkirk ha publicado más de 80 artículos sobre una amplia gama de temas antárticos que incluyen geomorfología a nivel de paisaje, historia de la vegetación y palinología, y estudios de reproducción y genética de plantas, particularmente en musgos. Es autora principal, con RD Seppelt y la difunta D.R. Selkirk del libro seminal de 1990, «Subantarctic Macquarie Island: Environment and Biology». Ella fue la primera en reconocer la importancia de estudiar el impacto del cambio climático en las islas subantárticas. Selkirk y sus colegas establecieron que la Isla Macquarie no había estado significativamente glaciada durante el último máximo glacial debido a la baja altitud de la isla. También calcularon las tasas de elevación de la isla, calculando que la isla apareció por primera vez sobre el océano hace unos 700 a 600 mil años. En la Antártida, trabajando con Rod Seppelt, fueron fundamentales para reconocer la importancia de los lechos de musgo (exuberantes parches de musgos, que crecen en antiguas colonias de pingüinos abandonados) y para establecer el área como un «SSSI (sitio de interés científico especial), ahora conocida como Zona Antártica Especialmente Protegida 135.
Ella es la autora principal del libro «Subantarctic Macquarie Island: Environment and Biolog» y, 1990.
Selkirk continúa su investigación con numerosos colegas australianos e internacionales, mientras que sus proyectos de monitoreo a largo plazo adquieren una importancia creciente con el cambio climático actual. Participó en el Comité Asesor Científico Antártico del Programa Antártico Australiano ente 1995 y 2001, en el Grupo de Evaluación de Investigación Antártica («AREG» por sus siglas en inglés) y en el Comité Nacional Australiano de Investigaciones Antárticas («ANCAR» por sus siglas en inglés) de la Academia Australiana de Ciencias.

## Pionera en la Antártida
Selkirk fue una de las primeras científicas que dedicó un tiempo considerable a realizar trabajos de campo en la isla Macquarie. En 1959, las primeras científicas (Isobel Bennett, Susan Ingham, Mary Gillham y Hope Macpherson) visitaron la isla durante un corto período de tiempo durante el reabastecimiento anual de la estación. Isobel Bennet visitó la isla tres veces más en 1960, 1965, 1965. En 1976, la primera practicante médica (Zoe Gardner) pasó un año en la isla, seguida por Jeannie Ledingham en 1977 y Lyn Williams en 1979. En 1979/80, los científicos Selkirk y Jenny Scott (entonces estudiantes de doctorado) pasaron cinco meses trabajando en la isla. Ella era la supervisora de posgrado de la ecóloga antártica Dana Bergstrom. 
Selkirk fue también la primera mujer científica en el Programa Antártico Australiano en pasar una considerable cantidad de tiempo trabajando en una estación antártica. Antes de su primer verano en Casey 1982/83, una practicante médica soltera (Louise Holliday) había pasado el invierno en la Estación Davis en 1981.

## Premios y honores
Selkirk fue galardonada con la «Medalla Antártica Australiana» en 2004 por su servicio sobresaliente en apoyo de las expediciones antárticas australianas, como pionera, maestra y modelo inspirador para mujeres científicas en la Antártida. Ella es considerada una pionera de la ciencia antártica australiana.
En 2017, la Universidad de Sídney le otorgó a la Dra. Selkirk un Premio de «Alumni» por logros profesionales.
El diccionario geográfico antártico australiano incluye Selkirk Creek, un arroyo de la isla Macquarie que lleva el nombre de Patricia Selkirk, en honor a su investigación científica en la isla Macquarie. 
En 2018, la Dra. Selkirk recibió la Medalla de la «Ley de Phillips» por sus importantes contribuciones a la ciencia antártica.